# Konzil von Mantua

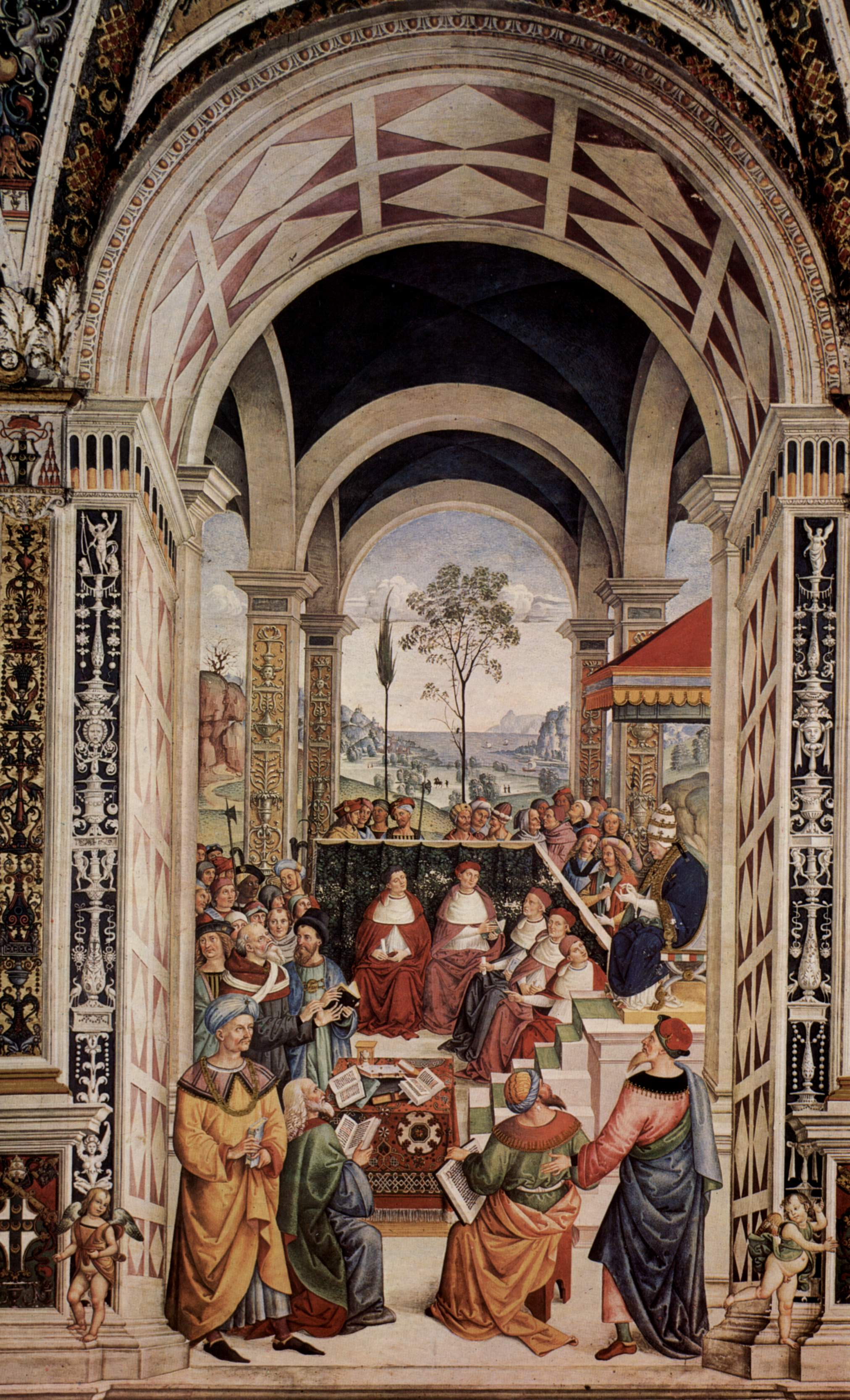
Pinturicchio: Pius II. beruft das Konzil von Mantua ein, in der Piccolomini-Bibliothek, Dom von Siena

Das Konzil von Mantua, auch Kongress von Mantua genannt oder Fürstenkongress von Mantua, war eine von Papst Pius II. einberufene Zusammenkunft von weltlichen und Kirchenfürsten vom Juni 1459 bis zum Januar 1460 in Mantua, um einen Kreuzzug gegen das Osmanenreich vorzubereiten. Ungeachtet seiner Bezeichnung zählt es nicht zu den Ökumenischen Konzilien.

## Geschichte

### Anlass und Einberufung
1453 hatten die Osmanen Konstantinopel erobert. Papst Pius II. versuchte, eine Koalition zur Rückgewinnung Konstantinopels zustande zu bringen. 
Der Papst verlas am 13. Oktober 1458, knapp zwei Monate nach seiner Wahl, vor Gesandten der italienischen Städte die Bulle Vocavit vos Pius. Angesichts des damals starken Konziliarismus musste er dabei darauf achten, dass sich die geplante Versammlung nicht zu einem Konzil im kirchenrechtlichen Sinne entwickelte, das seine Stellung bedrohen könnte.

### Ablauf des Kongresses
Mit einem Gottesdienst wurde das Konzil am 1. Juni 1459 formal eröffnet. Allerdings war noch kaum jemand von denen, auf deren Kommen der Papst gehofft hatte, zugegen. So wartete er als Gast von Markgraf Ludovico III. Gonzaga bis in den September auf die Teilnehmer. Die meisten Herrscher waren mit anderen Vorhaben befasst als mit einem Kreuzzug. Weder König der französische König Karl VII. noch der deutsche Kaiser Friedrich III. waren erschienen. Herzog Johann von Kleve, der als Vertreter von Philipp III. von Burgund gekommen war und den Kreuzzug hätte leiten sollen, gab in Mantua nur ein kurzes Gastspiel und reiste schon am 24. September wieder ab. Zwei Tage darauf, am 26. September, hielt der Papst bei der einzigen Plenarversammlung des ganzen Konzils seine programmatische Rede. Er appellierte an die Fürsten, nicht mehr gegeneinander zu kämpfen, sondern sich gegen den gemeinsamen Feind der Christenheit zu vereinen. Unterstützt wurde er durch die Kardinäle Bessarion und Juan de Torquemada. Die Humanistin Isotta Nogarola schrieb ein Rede zugunsten des Kreuzzuges und sandte sie dem Papst.
Die Verhandlungen wurden nicht im Plenum, sondern bilateral zwischen den verschiedenen Delegationen geführt, und zwar nach dem Grundsatz „des ut (fortasse) do“ (lat. frei übersetzt: „Gib du zuerst, damit ich – vielleicht – auch gebe“). Das dauerte und dauerte. Zumal zwischen den Gesandten aus Venedig und dem Papst herrschte wechselseitiges Misstrauen. Unter den deutschen Teilnehmern herrschte Misstrauen zwischen den Gesandten des Kaisers und den Vertretern der Fürsten. „dulcioribus verbis“ (lat. frei übersetzt: „mit einschmeichelnden Worten“) gelang es dem Papst, die sturen Deutschen am 19. Dezember 1459 schließlich auf eine Provisio Germaniae, eine „deutsche Vorkehrung“, zu verpflichten. Der zufolge hatten die Deutschen 10.000 Reiter und 32.000 Fußsoldaten zu stellen, vorausgesetzt, dass die Italiener dazu die Flotte bereitstellen. Zwei Reichstage im kommenden März sollten die Aufstellung und Finanzierung dieses Heeres beschließen.

### Nach dem Kongress
Der schwach besuchte Kongress zeigte, dass die Fürsten die Türkenabwehr als Propagandamittel bzw. bereits als Spielstein einer neuen „Realpolitik“ nutzten. In zähen Verhandlungen hatte Pius II. nur unverbindliche Zusagen erlangt. Im Januar 1460 löste sich der Kongress auf. Die anberaumten Reichstage zur Vorbereitung des Kreuzzuges blieben ergebnislos. Einer der wenigen europäischen Herrscher, die den Kreuzzug voll und ganz unterstützten, war Vlad III. Allerdings war er zu sehr damit beschäftigt, seine Heimat Walachei zu verteidigen, als dass er Truppen zur Verfügung hätte stellen können. Pius II. starb drei Jahre später in Ancona, dort, wo sich die Flotte hätte sammeln sollen.
Der Kreuzzug war das eine Anliegen des Papstes beim Konzil von Mantua. Dazu veröffentlichte Pius II. zum Abschluss des Kongresses die Bulle Ecclesiam Christi, die die Beschlüsse des Kongresses aufzählt: ein auf drei Jahre angesetzter Krieg gegen die Türken, den Ablass für die aktive wie die passive Teilnahme am Kreuzzug und Bestimmungen zur Finanzierung des Vorhabens. Das zweite Anliegen des Papstes war die Rückweisung aller konziliaristischen Bestrebungen. Dazu fertigte er eine zweite Bulle aus: Execrabilis et pristinis temporibus. Darin untersagte er die sich im 15. Jahrhundert verbreitende Praxis, gegen eine päpstliche Entscheidung an ein Konzil zu appellieren. Damit wollte er dem Konziliarismus ein wichtiges Instrument aus der Hand nehmen. Doch auch das gelang nicht, zumal selbst Mitarbeiter der Kurie bezweifelten, dass ein Papst autorisiert sei, Konzilsappellationen zu untersagen.

## Konzil in der Kunst

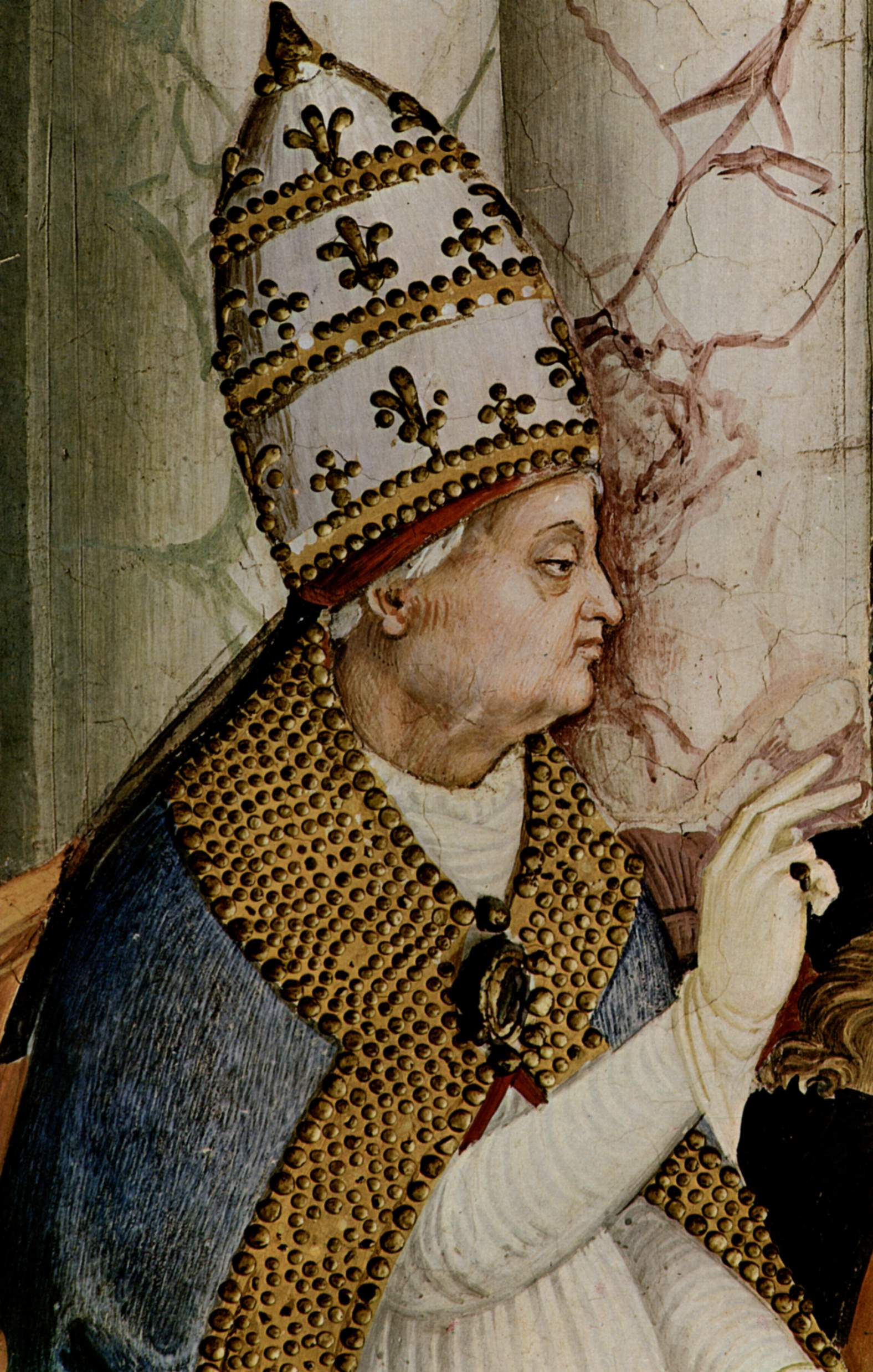
Pius II. in Mantua während des Konzils, Fresko von Pinturicchio in der Piccolomini-Bibliothek, Dom von Siena

Der Maler Andrea Mantegna wurde 1457 von Ludovico III. nach Mantua eingeladen: obwohl er in Padua blieb, malte er für den Podestà Orazione nell’orto (heute in der National Gallery von London): Auf dem Gemälde schlafen die Apostel in Getsemani, während Jerusalem als Konstantinopel dargestellt wird, auf dessen Denkmälern nun der Halbmond steht, ein Zeichen für die Eroberung durch die Osmanen.
Einige Jahre nach dem Tod des Papstes stellte Pinturicchio die Einberufung des Konzils unter den Szenen aus dem Leben von Pius II. in der Piccolomini-Bibliothek am Dom von Siena dar.
Tarot-Historiker wie Heinrich Brockhaus haben erklärt, dass das sogenannte Mantegna Tarocchi während der Ratstagungen hergestellt wurde.